# Jaromír Paciorek
Jaromír Paciorek, znany także jako Jarda Paciorek (ur. 11 lipca 1979 roku w Kromieryżu, zm. 23 kwietnia 2025 tamże) – czeski piłkarz, grający na pozycji pomocnika.

## Kariera
Paciorek urodził się w Kromieryżu i był wychowankiem lokalnego klubu, SK Hanácká Slavia Kroměříž. Wkrótce jego talent (między innymi przegląd gry czy szybkość), dostrzegli działacze FC Zlín, ściągając Paciorka do klubu.
Paciorek grał w reprezentacji Czech podczas Mistrzostw Europy U-16 w 1995 roku. Były to dla niego mistrzostwa udane, wskutek czego jego ściągnięciem był zainteresowany między innymi Bayern Monachium. Ostatecznie Paciorek trafił do Feyenoordu. W pierwszym sezonie grał w drużynie juniorów; następnie awansował do drużyny seniorów, gdzie jednak nie zagrał ani jednego meczu. W 1997 roku przeniósł się do drugoligowego Excelsioru Rotterdam, gdzie grał rok. W roku 1998 trafił do Fortuny Sittard. W klubie tym grał nieregularnie (przez trzy lata rozegrał tylko 31 meczów), wskutek czego klub rozwiązał z nim przedwcześnie kontrakt.
W 2001 roku Paciorek otrzymał oferty między innymi ze Szwajcarii, ale ostatecznie wrócił do Czech i podpisał kontrakt z 1. FC Brno. W klubie tym zagrał tylko pięć meczów. Na początku sezonu 2002/2003 Paciorek dobrowolnie opuścił klub. Przyznał wtedy też, że zażywał narkotyki, komentując to w następujący sposób: "gwiżdżę na to, co inni myślą o mnie".
Jeszcze w 2002 roku trafił do SK Hanácká Slavia Kroměříž. Nie był tam jednak czołowym piłkarzem. Na początku 2006 roku Paciorek przeszedł do czwartoligowego klubu, Spartak Hulín, w którym zagrał łącznie w 36 meczach. W lipcu 2009 roku został piłkarzem austriackiego klubu, SK Eggenburg. W sezonie 2011/2012 grał w klubie Tescoma Zlín, w którym zakończył karierę.

## Śmierć
Zmarł śmiercią samobójczą, przez przedawkowanie lekarstw.